# Oreocharis auricula
Oreocharis auricula är en tvåhjärtbladig växtart som först beskrevs av Spencer Le Marchant Moore, och fick sitt nu gällande namn av Charles Baron Clarke. Oreocharis auricula ingår i släktet Oreocharis och familjen Gesneriaceae.

## Underarter
Arten delas in i följande underarter:
- O. a. auricula
- O. a. denticulata